# Giovanni Cobolli Gigli
Giovanni Cobolli Gigli (Albese con Cassano, 4 de janeiro de 1945) é um dirigente esportivo italiano. Foi presidente do clube de futebol, Juventus de Turim de 2006 a 2009.

## Vida e carreira

### Primeiros anos e carreira
Giovanni Cobolli Gigli nasceu na cidade de Albese con Cassano, uma comuna italiana da região da Lombardia, província de Como, em 4 de janeiro de 1945 e formou-se na Universidade Luigi Bocconi. Depois da formatura, começou a trabalhar em marketing para uma empresa farmacêutica multinacional, e em 1973 passou a trabalhar na Istituto Finanziario Industriale – IFI S.p.A., uma empresa de investimento controlada pela família Agnelli em Turim. Em setembro de 1980, tornou-se assistente executivo do CEO do grupo editorial Fabbri, e gerente geral da empresa em 1984 e, como o RCS Group tornou-se acionista do grupo editorial Fabbri, em 1991 ele foi CEO do setor de livros da Rizzoli. Em novembro de 1993, ingressou no grupo editorial Mondadori e tornou-se CEO da controladora Arnoldo Mondadori Editore S.p.A., além de diretor de muitas outras empresas do grupo. Em novembro de 1994, ele saiu e se tornou CEO e gerente geral do Grupo Rinascente, onde ficou até julho de 2005. Em 2003, ele se tornou presidente da it:Federdistribuzione, e também foi vice-presidente e diretor da Confcommercio, cargo que ele deixou no final de 2005.

### Presidência da Juventus Football Club
Gigli assumiu a presidência da Juventus Football Club no dia 29 de junho de 2006, nomeado para o cargo pelo Conselho de Administração do clube, depois de a direção anterior se envolver no escândalo de manipulação de resultados que levou a equipe para a segunda divisão. Na terça-feira, 27 de outubro de 2009, ele deixou oficialmente a presidência da Juventus, cargo que ocupou durante mais de três anos. Em discurso no último encontro com a junta de acionistas, ele agradeceu àqueles com quem trabalhou nos últimos anos. Seu substituto foi o francês Jean-Claude Blanc.